# Grant Turner
Grant John Turner (1958. október 7. – Tauranga, 2023. február 28.) új-zélandi válogatott labdarúgó. 

## Pályafutása

### Klubcsapatban
1976 és 1979 között a Stop Out csapatában játszott. 1980 és 1982 között a Gisborne City játékosa volt. 1982-ben Ausztráliába igazolt a South Melbourne Hellas együtteséhez, ahol egy évet töltött. 1983-ban visszatért a Gisborne City csapatához, melynek tagjaként 1984-ben megnyerte az új-zélandi bajnokságot. 1985-ben a Petone, 1986-ban a Miramar Rangers csapatát erősítette. 1987 és 1988 között a Wellington Unitedben szerepelt. 

### A válogatottban
1980 és 1988 között 42 alkalommal szerepelt az új-zélandi válogatottban és 14 gólt szerzett. 1980. augusztus 20-án mutatkozott be egy Mexikó elleni 4–0-ás győzelem alkalmával és a négy gólból kettő Turner nevéhez fűződött. Az 1982-es világbajnokság selejtezőiben nyolc góllal kulcsszerepet vállalt abban, hogy Új-Zéland kijutott története első világbajnokságára. A tornán azonban balszerencsére a Skócia, a Szovjetunió és a Brazília elleni csoportmérkőzések egyikén sem tudott pályára lépni, mert miután a csapat megérkezett Spanyolországba, lesérült.

## Sikerei, díjai
Gisborne City
- Új-zélandi bajnok (1): 1984